# Ryan Bevington

a Compétitions nationales et continentales officielles uniquement.

b Matchs officiels uniquement.
Dernière mise à jour le 13 février 2023.
Ryan John Bevington, né le 9 décembre 1988 à Bridgend, est un joueur international gallois de rugby à XV évoluant au poste de pilier gauche.

## Biographie
Ryan Bevington débute avec l'équipe première des Ospreys en 2008 lors d'un match contre le Connacht Rugby comptant pour la Celtic League. Il ne joue pas d'autre rencontre cette saison-là. Il en joue deux la saison suivante et ce n'est que lors de sa troisième saison au club qu'il devient membre régulier de l'équipe première. Avec quatorze matchs disputés, il contribue à la victoire des Ospreys contre le Leinster en finale de la Celtic League lors de la saison 2009-2010. Il rentre en remplacement de Paul James et joue les 9 dernières minutes de la rencontre remportée 17-12 par la franchise galloise. 
L'année suivante, il obtient sa première sélection en équipe nationale le 4 juin 2011 à l'occasion d'un test match contre les Barbarians. Le 22 août, il est retenu par Warren Gatland dans la liste des trente joueurs gallois qui disputent la Coupe du monde de rugby à XV 2011.
À partir de la saison 2016-2017, il rejoint le club de Bristol Bears pour une durée de deux saisons. Lors de sa deuxième saison au club, alors qu'ils ont été relégués en RFU Championship avec ses coéquipiers, il remporte le championnat qui permet le retour de Bristol en première division.
Toutefois, il retourne au Pays de Galles et signe pour les Dragons RFC après ce titre. Il prend sa retraite en 2021 après de nombreuses blessures.

## Palmarès

### En club
- Ospreys
  - Vainqueur de la Celtic League/Pro12 en 2010 et 2012
  - Vainqueur de la Coupe anglo-galloise en 2008
- Bristol Bears
  - Vainqueur du championnat d'Angleterre de 2e division en 2018

### En équipe nationale

#### Tournoi des Six Nations
Ryan Bevington compte deux sélections en trois éditions dans le cadre du Tournoi des Six Nations. Il remporte deux titres, en 2012 (Grand Chelem) et 2013. Il remporte ses deux rencontres.
| Édition          | Rang | Résultats pays de Galles | Résultats Bevington | Matchs Bevington |
| ---------------- | ---- | ------------------------ | ------------------- | ---------------- |
| Six nations 2012 | 1    | 5 v, 0 n, 0 d            | 0 v, 0 n, 0 d       | 0/5              |
| Six nations 2013 | 1    | 4 v, 0 n, 1 d            | 1 v, 0 n, 0 d       | 1/5              |
| Six nations 2014 | 3    | 3 v, 0 n, 2 d            | 1 v, 0 n, 0 d       | 1/5              |

Légende : v = victoire ; n = match nul ; d = défaite ; la ligne est en gras quand il y a Grand Chelem.

#### Coupe du monde
| Édition               | Rang      | Résultats pays de Galles | Résultats Bevington | Matchs Bevington |
| --------------------- | --------- | ------------------------ | ------------------- | ---------------- |
| Nouvelle-Zélande 2011 | Quatrième | 4 v, 0 n, 3 d            | 2 v, 0 n, 0 d       | 2/7              |

Légende : v = victoire ; n = match nul ; d = défaite.